# Précy-sur-Marne
Précy-sur-Marne är en kommun i departementet Seine-et-Marne i regionen Île-de-France i norra Frankrike. Kommunen ligger i kantonen Mitry-Mory som tillhör arrondissementet Meaux. År 2022 hade Précy-sur-Marne 760 invånare.

## Befolkningsutveckling
Antalet invånare i kommunen Précy-sur-Marne
| Referens: INSEE |